# لوته کوخ
لوته کوخ (آلمانی: Lotte Koch؛ ۹ مارس ۱۹۱۳ – ۲۶ مه ۲۰۱۳) هنرپیشه اهل آلمان بود.
از فیلم‌ها یا برنامه‌های تلویزیونی که وی در آن نقش داشته‌است می‌توان به قلب ملکه اشاره کرد.